# یواس‌اس لاکرتا (ای‌کی‌ای-۲۹)
یواس‌اس لاکرتا (ای‌کی‌ای-۲۹) (به انگلیسی: USS Lacerta (AKA-29)) یک کشتی بود که طول آن ۴۲۶ فوت (۱۳۰ متر) بود. این کشتی در سال ۱۹۴۴ ساخته شد.